# جوزيف دبليو. كولين
جوزيف دبليو. كولين (بالإنجليزية: Joseph W. Cullen)‏ هو عالم أمريكي، ولد في 1936، وتوفي في 1990 في سان فرانسيسكو في الولايات المتحدة.